# Argentina-Canadá em futebol
Argentina-Canadá em futebol refere-se ao confronto entre as seleções da Argentina e do Canadá no futebol.

## Histórico
Histórico do confronto entre Argentina e Canadá no futebol profissional, categoria masculino:
| Data               | Cidade                 | Jogo               | Resultado | Competição    |
| 24 de maio de 2010 | Buenos Aires Argentina | Argentina - Canadá | 5–0       | jogo amigável |

## Estatísticas
- Atualizado até 25 de julho de 2014 [2]

| Equipe    | Jogos | Vitórias | Empates | Gols marcados |
| --------- | ----- | -------- | ------- | ------------- |
| Argentina | 1     | 1        | 0       | 5             |
| Canadá    | 1     | 0        | 0       | 0             |

### Números por competição
| Competição    | Jogos | Vitórias da Argentina | Empates | Vitórias do Canadá | Gols da Argentina | Gols do Canadá |
| ------------- | ----- | --------------------- | ------- | ------------------ | ----------------- | -------------- |
| Jogo amigável | 1     | 1                     | 0       | 0                  | 5                 | 0              |
| Total         | 1     | 1                     | 0       | 0                  | 5                 | 0              |

### Artilheiros
- Atualizado até 25 de julho de 2014

| Gols   | Argentina                                   | Canadá |
| ------ | ------------------------------------------- | ------ |
| 2 gols | Maxi Rodríguez                              | -      |
| 1 gol  | Ángel Di María, Carlos Tévez, Sergio Agüero | -      |
| Total  | 5                                           | 0      |